# U-19-Fußball-Asienmeisterschaft 2016/Qualifikation
Die 68 Spiele zur Qualifikation zur U-19-Fußball-Asienmeisterschaft 2016 fanden zwischen dem 28. September und 6. Oktober 2015 statt. 43 der 47 Mitgliedsverbände der AFC spielten die verbleibenden 15 Startplätze für Asienmeisterschaft 2016 untereinander aus. Als Gastgeber war Bahrain bereits qualifiziert, nahm aber dennoch außer Konkurrenz an der Qualifikation teil.

## Modus
Die 43 Mannschaften wurden in zehn Gruppen eingeteilt. Bei der Auslosung wurden die Mannschaften gemäß ihrer geographischen Lage in West- und Ostzone unterschieden. Die Westzone beinhaltete die 25 Mannschaften der Central Asian Football Federation, South Asian Football Federation und West Asian Football Federation, die Ostzone jene 18 Teams der ASEAN Football Federation und der East Asian Football Federation.
Die 25 Mannschaften der Westzone wurden in eine Gruppe mit fünf Mannschaften und vier Gruppen mit je vier Mannschaften gelost, die Teams der Ostzone in zwei Gruppen mit fünf Mannschaften und zwei Gruppen mit vier Mannschaften.
Die Mannschaften jeder Gruppe spielen ein Spiel gegen jedes andere Team derselben Gruppe. Jede Gruppe spielt sein "Turnier" in einem Gastgeberland aus. Nach Abschluss aller Spiele qualifizieren sich die zehn Gruppensieger sowie die fünf besten Gruppenzweiten für die Endrunde 2016 in Bahrain.

## Gruppenauslosung
Die Auslosung der Gruppen für die Qualifikation fand am 5. Juni 2015 im Hauptquartier der AFC in Kuala Lumpur statt. Für die Auslosung wurden die Mannschaften, Bewertet nach ihrem Abschneiden in der Saison 2014, in fünf Lostöpfe unterteilt, aus jedem Lostopf kommt eine Mannschaft in eine Gruppe.
Die Auslosung ergab folgende Gruppen:
| Gruppe A        | Gruppe B        | Gruppe C                     | Gruppe D              | Gruppe E    |
| --------------- | --------------- | ---------------------------- | --------------------- | ----------- |
| Usbekistan      | Jemen           | Vereinigte Arabische Emirate | Katar 1               | Iran 1      |
| Bangladesch 1   | Saudi-Arabien 1 | Palästina 1                  | Oman                  | Kuwait      |
| Pakistan        | Turkmenistan    | Indien                       | Libanon               | Jordanien   |
| Sri Lanka       | Syrien          | Afghanistan                  | Kirgisistan           | Nepal       |
| Bhutan          |                 |                              |                       |             |
| Gruppe F        | Gruppe G        | Gruppe H                     | Gruppe I              | Gruppe J    |
| Irak            | Myanmar 1       | Thailand 1                   | Nordkorea             | Japan       |
| Bahrain         | Vietnam         | Südkorea                     | Volksrepublik China 1 | Australien  |
| Malediven       | Hongkong        | Singapur                     | Malaysia              | Philippinen |
| Tadschikistan 1 | Brunei          | Taiwan                       | Macau                 | Laos 1      |
|                 | Osttimor        | Nördliche Marianen           |                       |             |

## Gruppe A
Turnier in Bangladesch
| Pl. | Verein      | Sp. | S | U | N | Tore    | Diff. | Punkte |
| --- | ----------- | --- | - | - | - | ------- | ----- | ------ |
| 1.  | Usbekistan  | 3   | 3 | 0 | 0 | 014:000 | +14   | 09     |
| 2.  | Bangladesch | 3   | 1 | 1 | 1 | 003:500 | −2    | 04     |
| 3.  | Sri Lanka   | 3   | 1 | 0 | 2 | 002:500 | −3    | 03     |
| 4.  | Bhutan      | 3   | 0 | 1 | 2 | 001:100 | −9    | 01     |
| 5.  | Pakistan 2  | 0   | 0 | 0 | 0 | 000:000 | ±0    | 0      |

| 2. Oktober 2015 | Usbekistan  | – | Bhutan     | 7:0 |
|                 | Bangladesch | – | Sri Lanka  | 2:0 |
| 4. Oktober 2015 | Sri Lanka   | – | Usbekistan | 0:3 |

## Gruppe B
Turnier in Saudi-Arabien
| Pl. | Verein        | Sp. | S | U | N | Tore    | Diff. | Punkte |
| --- | ------------- | --- | - | - | - | ------- | ----- | ------ |
| 1.  | Saudi-Arabien | 3   | 3 | 0 | 0 | 011:100 | +10   | 09     |
| 2.  | Jemen         | 3   | 2 | 0 | 1 | 002:200 | ±0    | 06     |
| 3.  | Turkmenistan  | 3   | 1 | 0 | 2 | 004:700 | −3    | 03     |
| 4.  | Syrien        | 3   | 0 | 0 | 3 | 002:900 | −7    | 0      |

| 2. Oktober 2015 | Jemen         | – | Syrien       | 1:0 |
|                 | Saudi-Arabien | – | Turkmenistan | 5:0 |
| 4. Oktober 2015 | Turkmenistan  | – | Jemen        | 0:1 |

## Gruppe C
Turnier in Palästina
| Pl. | Verein                       | Sp. | S | U | N | Tore    | Diff. | Punkte |
| --- | ---------------------------- | --- | - | - | - | ------- | ----- | ------ |
| 1.  | Vereinigte Arabische Emirate | 3   | 3 | 0 | 0 | 015:000 | +15   | 09     |
| 2.  | Palästina                    | 3   | 2 | 0 | 1 | 003:500 | −2    | 06     |
| 3.  | Afghanistan                  | 3   | 1 | 0 | 2 | 002:500 | −3    | 03     |
| 4.  | Indien                       | 3   | 0 | 0 | 3 | 000:100 | −10   | 0      |

| 2. Oktober 2015 | Vereinigte Arabische Emirate | – | Afghanistan                  | 3:0 |
|                 | Palästina                    | – | Indien                       | 1:0 |
| 4. Oktober 2015 | Indien                       | – | Vereinigte Arabische Emirate | 0:7 |

## Gruppe D
Turnier in Katar
| Pl. | Verein      | Sp. | S | U | N | Tore    | Diff. | Punkte |
| --- | ----------- | --- | - | - | - | ------- | ----- | ------ |
| 1.  | Katar       | 3   | 3 | 0 | 0 | 013:200 | +11   | 09     |
| 2.  | Oman        | 3   | 1 | 1 | 1 | 005:300 | +2    | 04     |
| 3.  | Libanon     | 3   | 1 | 1 | 1 | 004:500 | −1    | 04     |
| 4.  | Kirgisistan | 3   | 0 | 0 | 3 | 003:150 | −12   | 0      |

| 2. Oktober 2015 | Katar       | – | Kirgisistan | 7:1 |
|                 | Oman        | – | Libanon     | 0:0 |
| 4. Oktober 2015 | Kirgisistan | – | Oman        | 1:4 |

## Gruppe E
Turnier im Iran
| Pl. | Verein    | Sp. | S | U | N | Tore    | Diff. | Punkte |
| --- | --------- | --- | - | - | - | ------- | ----- | ------ |
| 1.  | Iran      | 3   | 3 | 0 | 0 | 015:000 | +15   | 09     |
| 2.  | Kuwait    | 3   | 1 | 1 | 1 | 003:400 | −1    | 04     |
| 3.  | Jordanien | 3   | 1 | 0 | 2 | 004:500 | −1    | 03     |
| 4.  | Nepal     | 3   | 0 | 1 | 2 | 001:140 | −13   | 01     |

| 2. Oktober 2015 | Kuwait | – | Jordanien | 2:1  |
|                 | Iran   | – | Nepal     | 10:0 |
| 4. Oktober 2015 | Nepal  | – | Kuwait    | 1:1  |

## Gruppe F
Turnier in Tadschikistan
| Pl. | Verein        | Sp. | S | U | N | Tore    | Diff. | Punkte |
| --- | ------------- | --- | - | - | - | ------- | ----- | ------ |
| 1.  | Irak          | 3   | 3 | 0 | 0 | 011:100 | +10   | 09     |
| 2.  | Tadschikistan | 3   | 2 | 0 | 1 | 011:400 | +7    | 06     |
| 3.  | Bahrain       | 3   | 1 | 0 | 2 | 007:700 | ±0    | 03     |
| 4.  | Malediven     | 3   | 0 | 0 | 3 | 000:170 | −17   | 0      |

| 2. Oktober 2015 | Bahrain   | – | Malediven     | 4:0 |
|                 | Irak      | – | Tadschikistan | 2:0 |
| 4. Oktober 2015 | Malediven | – | Irak          | 0:5 |

## Gruppe G
Turnier in Myanmar
| Pl. | Verein   | Sp. | S | U | N | Tore    | Diff. | Punkte |
| --- | -------- | --- | - | - | - | ------- | ----- | ------ |
| 1.  | Vietnam  | 4   | 4 | 0 | 0 | 011:200 | +9    | 12     |
| 2.  | Myanmar  | 4   | 2 | 1 | 1 | 006:200 | +4    | 07     |
| 3.  | Osttimor | 4   | 1 | 2 | 1 | 005:200 | +3    | 05     |
| 4.  | Hongkong | 4   | 1 | 1 | 2 | 007:500 | +2    | 04     |
| 5.  | Brunei   | 4   | 0 | 0 | 4 | 000:180 | −18   | 0      |

| 28. September 2015 | Hongkong | – | Vietnam  | 1:3 |
|                    | Osttimor | – | Brunei   | 4:0 |
| 30. September 2015 | Osttimor | – | Hongkong | 0:0 |
|                    | Brunei   | – | Myanmar  | 0:4 |
| 2. Oktober 2015    | Vietnam  | – | Brunei   | 5:0 |

## Gruppe H
Turnier in Thailand
| Pl. | Verein             | Sp. | S | U | N | Tore    | Diff. | Punkte |
| --- | ------------------ | --- | - | - | - | ------- | ----- | ------ |
| 1.  | Südkorea           | 4   | 4 | 0 | 0 | 026:400 | +22   | 12     |
| 2.  | Thailand           | 4   | 3 | 0 | 1 | 014:200 | +12   | 09     |
| 3.  | Singapur           | 4   | 1 | 1 | 2 | 014:110 | +3    | 04     |
| 4.  | Taiwan             | 4   | 1 | 1 | 2 | 013:120 | +1    | 04     |
| 5.  | Nördliche Marianen | 4   | 0 | 0 | 4 | 000:380 | −38   | 0      |

| 28. September 2015 | Singapur           | – | Südkorea | 2:6  |
|                    | Nördliche Marianen | – | Taiwan   | 0:10 |
| 30. September 2015 | Nördliche Marianen | – | Singapur | 0:10 |
|                    | Taiwan             | – | Thailand | 0:3  |
| 2. Oktober 2015    | Südkorea           | – | Taiwan   | 7:1  |

## Gruppe I
Turnier in China
| Pl. | Verein              | Sp. | S | U | N | Tore    | Diff. | Punkte |
| --- | ------------------- | --- | - | - | - | ------- | ----- | ------ |
| 1.  | Volksrepublik China | 3   | 3 | 0 | 0 | 016:000 | +16   | 09     |
| 2.  | Nordkorea           | 3   | 2 | 1 | 0 | 007:300 | +4    | 07     |
| 3.  | Malaysia            | 3   | 1 | 2 | 0 | 004:800 | −4    | 05     |
| 4.  | Macau               | 3   | 0 | 3 | 0 | 001:170 | −16   | 03     |

| 2. Oktober 2015 | Nordkorea           | – | Macau     | 6:0 |
|                 | Volksrepublik China | – | Malaysia  | 6:0 |
| 4. Oktober 2015 | Malaysia            | – | Nordkorea | 0:1 |

## Gruppe J
Turnier in Laos
| Pl. | Verein      | Sp. | S | U | N | Tore    | Diff. | Punkte |
| --- | ----------- | --- | - | - | - | ------- | ----- | ------ |
| 1.  | Japan       | 3   | 3 | 0 | 0 | 011:000 | +11   | 09     |
| 2.  | Australien  | 3   | 2 | 0 | 1 | 008:300 | +5    | 06     |
| 3.  | Laos        | 3   | 1 | 0 | 2 | 002:500 | −3    | 03     |
| 4.  | Philippinen | 3   | 0 | 0 | 3 | 001:140 | −13   | 0      |

| 2. Oktober 2015 | Australien  | – | Philippinen | 6:0 |
|                 | Japan       | – | Laos        | 2:0 |
| 4. Oktober 2015 | Philippinen | – | Japan       | 0:6 |

## Rangliste der Gruppenzweiten
Neben den Gruppensiegern qualifizierten sich auch die fünf besten Gruppenzweiten für die nächste Runde. Die Reihenfolge ergab sich aus folgenden Kriterien:
1. Größere Anzahl der erreichten Punkte aus den Gruppenspielen
2. Bessere Tordifferenz aus den Gruppenspielen
3. Höhere Anzahl erzielter Tore in den Gruppenspielen
4. Höhere Anzahl an Siegen aus den Gruppenspielen
5. Fair-Play-Verhalten in allen Gruppenspielen (Gelbe Karte = 1 Punkt, Gelb-Rote Karte = 3 Punkte, Rote Karte = 3 Punkte, Rote Karte die auf eine Gelbe Karte folgt = 4 Punkte)
6. Losentscheid
| Pl. | Land          | Sp. | S | U | N | Tore    | Diff. | Punkte | Gruppe |
| --- | ------------- | --- | - | - | - | ------- | ----- | ------ | ------ |
| 1.  | Tadschikistan | 3   | 2 | 0 | 1 | 011:400 | +7    | 06     | F      |
| 2.  | Australien    | 3   | 2 | 0 | 1 | 008:300 | +5    | 06     | J      |
| 3.  | Thailand      | 3   | 2 | 0 | 1 | 007:200 | +5    | 06     | H      |
| 4.  | Nordkorea     | 3   | 2 | 0 | 1 | 007:300 | +4    | 06     | I      |
| 5.  | Jemen         | 3   | 2 | 0 | 1 | 002:200 | ±0    | 06     | B      |
| 6.  | Palästina     | 3   | 2 | 0 | 1 | 003:500 | −2    | 06     | C      |
| 7.  | Oman          | 3   | 1 | 1 | 1 | 005:300 | +2    | 04     | D      |
| 8.  | Myanmar       | 3   | 1 | 1 | 1 | 002:200 | ±0    | 04     | G      |
| 9.  | Kuwait        | 3   | 1 | 1 | 1 | 003:400 | −1    | 04     | E      |
| 10. | Bangladesch   | 3   | 1 | 1 | 1 | 003:500 | −2    | 04     | A      |

## Qualifizierte Mannschaften
| Land                         | Qualifiziert als      | Datum der Qualifikation | Bisherige Teilnahmen an U-19-Asienmeisterschaften 3 |
| ---------------------------- | --------------------- | ----------------------- | --- |
| Bahrain                      | Gastgeber             | 3. Juni 2016            | 8 (1973, 1975, 1977, 1978, 1986, 1990, 1994, 2010) |
| Usbekistan                   | Sieger Gruppe A       | 6. Oktober 2015         | 6 (2002, 2004, 2008, 2010, 2012, 2014) |
| Saudi-Arabien                | Sieger Gruppe B       | 6. Oktober 2015         | 12 (1973, 1977, 1978, 1985, 1986, 1992, 1998, 2002, 2006, 2008, 2010, 2012) |
| Vereinigte Arabische Emirate | Sieger Gruppe C       | 6. Oktober 2015         | 12 (1982, 1985, 1988, 1992, 1996, 2000, 2002, 2006, 2008, 2010, 2012, 2014) |
| Katar                        | Sieger Gruppe D       | 6. Oktober 2015         | 12 (1980, 1986, 1988, 1990, 1992, 1994, 1996, 1998, 2002, 2004, 2012, 2014) |
| Iran                         | Sieger Gruppe E       | 6. Oktober 2015         | 19 (1969, 1970, 1971, 1972, 1973, 1974, 1975, 1976, 1977, 1978, 1992, 1996, 2000, 2004, 2006, 2008, 2010, 2012, 2014) |
| Irak                         | Sieger Gruppe F       | 6. Oktober 2015         | 15 (1975, 1976, 1977, 1978, 1982, 1988, 1994, 1998, 2000, 2004, 2006, 2008, 2010, 2012, 2014) |
| Vietnam                      | Sieger Gruppe G       | 6. Oktober 2015         | 6 (2002, 2004, 2006, 2010, 2012, 2014) |
| Südkorea                     | Sieger Gruppe H       | 6. Oktober 2015         | 36 (1959, 1960, 1961, 1962, 1963, 1964, 1965, 1966, 1967, 1968, 1969, 1970, 1971, 1972, 1973, 1974, 1976, 1977, 1978, 1980, 1982, 1986, 1988, 1990, 1992, 1994, 1996, 1998, 2000, 2002, 2004, 2006, 2008, 2010, 2012, 2014) |
| Volksrepublik China          | Sieger Gruppe I       | 6. Oktober 2015         | 16 (1975, 1976, 1978, 1982, 1985, 1988, 1996, 1998, 2000, 2002, 2004, 2006, 2008, 2010, 2012, 2014) |
| Japan                        | Sieger Gruppe J       | 6. Oktober 2015         | 35 (1959, 1960, 1961, 1962, 1963, 1964, 1965, 1966, 1967, 1968, 1969, 1970, 1971, 1972, 1973, 1974, 1975, 1976, 1977, 1978, 1980, 1988, 1990, 1992, 1994, 1996, 1998, 2000, 2002, 2004, 2006, 2008, 2010, 2012, 2014)       |
| Tadschikistan                | Bester Gruppenzweiter | 6. Oktober 2015         | 2 (2006, 2008) |
| Australien                   | Bester Gruppenzweiter | 6. Oktober 2015         | 5 (2006, 2008, 2010, 2012, 2014) |
| Thailand                     | Bester Gruppenzweiter | 6. Oktober 2015         | 31 (1959, 1960, 1961, 1962, 1963, 1964, 1965, 1966, 1967, 1968, 1969, 1970, 1971, 1972, 1973, 1974, 1976, 1980, 1985, 1992, 1994, 1996, 1998, 2000, 2002, 2004, 2006, 2008, 2010, 2012, 2014)                               |
| Nordkorea                    | Bester Gruppenzweiter | 6. Oktober 2015         | 11 (1975, 1976, 1978, 1986, 1988, 1990, 2006, 2008, 2010, 2012, 2014) |
| Jemen                        | Bester Gruppenzweiter | 6. Oktober 2015         | 5 (1978, 2004, 2008, 2010, 2014) |